# Bacares
Bacares és una localitat de la província d'Almeria, Andalusia. L'any 2006 tenia 291 habitants. La seva extensió superficial és de 95 km² i té una densitat de 3,1 hab/km². Les seves coordenades geogràfiques són 37° 15′ N, 2° 27′ O. Està situada a una altitud de 1206 metres i a 135 kilòmetres de la capital de la província, Almeria.

## Demografia
| 1996 | 1998 | 1999 | 2000 | 2001 | 2002 | 2003 | 2004 | 2005 | 2006 |
| ---- | ---- | ---- | ---- | ---- | ---- | ---- | ---- | ---- | ---- |
| 287  | 278  | 284  | 291  | 295  | 295  | 287  | 296  | 291  | 290  |